# Blob Wars: Metal Blob Solid
Blob Wars: Metal Blob Solid es un videojuego open source codificado por Parallel Realities. Blobwars es un juego tipo Arcade de plataformas en 2D que se parece bastante a New Zealand Story tomando al mismo tiempo elementos prestados de Ape Escape. El personaje principal de la aventura es un Blob llamado Bob.

## Objetivo del juego
Te llamas Bob.El objetivo del juego consiste en rescatar Blobs llamados MIA's (Missing In Action, Desaparecidos En Combate) que han sido secuestrados por Galdov, jefe de una raza alienígena (El Metal Blob).También deberás conseguir objetos como pulmón acuático o mochila a propulsión,cajas de oricalc,llaves,ruedas dentadas,partes del STLM,tarjetas de diferentes colores, piezas clave o la espada del laberinto acuático. Metal Blob Solid también incluye armas distintas, zonas de control de juego, numerosas localizaciones, objetivos ocultos opcionales, cerezas , munición, batallas maestras y alrededor de 9 horas totales de juego. A pesar de su bonita apariencia el juego contiene escenas con sangre, pudiendo no ser apto para jugadores infantes, aunque en la sección de opciones, la sangre puede ser deshabilitada para estos jugadores.
Este es el episodio 1 del juego (de un número desconocido de episodios). El episodio 2, Blob and Conquer está en desarrollo y disponible para descarga desde el sitio web de Parallel Realities.
Blob Wars está escrito en C++ y usa SDL como su sistema de control de gráficos, audio y vídeo. 
Está disponible para Linux, Mac OS X, Amiga, BeOS, GP2X, PlayStation Portable, Xbox y Dreamcast.

## Trivialidades
- El título del juego hace un guiño con Metal Gear Solid, la serie de videojuegos populares de Konami.
- El personaje principal del juego originalmente iba a ser llamado Solid.